# Angola az olimpiai játékokon
Angola az 1980-as nyári olimpiai játékokon szerepelt először, és azóta az 1984-est kivéve állandó résztvevője volt a nyári sportünnepnek. Az ország sportolói eddig még nem szereztek olimpiai érmet, és nem vettek részt egyik téli olimpián sem.
Az Angolai Olimpiai Bizottság 1980-ban alakult.